# Norway (Indiana)
Norway è un census-designated place (CDP) degli Stati Uniti d'America, situato nello stato dell'Indiana, nella contea di White.